# Mr. Muthafuckin' eXquire
Mr. Muthafuckin' eXquire (справжнє ім'я: Г'ю Ентоні Еллісон) — американський репер з Краун-Гайтс, району Брукліна. Сценічне ім'я часто цензуровано як Mr. MFN eXquire чи просто eXquire. За словами Еллісона, велика X є даниною реперові DMX.

## Кар'єра
У 2008 видав дебютний мікстейп The Big Fat Kill. У 2011 на Mishka NYC вийшов 18-трековий Lost in Translation. У 2012 на Universal Republic — Power & Passion. У 2013 випущено 16-трековий мікстейп Kismet, записаний головним чином у Вудстоці, штат Нью-Йорк.

## Дискографія

### Міні-альбоми
| Power & Passion                             | - Випущений: 6 листопада 2012 - Лейбл: Universal Republic - Формат: Цифрове завантаження | — | — | — |
| Live Forever                                | - Випущений: 8 жовтня 2015 - Лейбл: Самовидання - Формат: Цифрове завантаження           | — | — | — |
| «—» означає, що запис не потрапив до чарту. |                                                                                          |   |   |   |

### Мікстейпи
| Назва                      | Деталі альбому                                                                  |
| -------------------------- | ------------------------------------------------------------------------------- |
| The Big Fat Kill           | - Випущений: 10 червня 2008 - Лейбл: Самовидання - Формат: Цифрове завантаження |
| Lost in Translation        | - Випущений: 11 вересня 2011 - Лейбл: Mishka NYC - Формат: Цифрове завантаження |
| Merry eXmas & Suck My Dick | - Випущений: 25 грудня 2011 - Лейбл: Самовидання - Формат: Цифрове завантаження |
| The Man in the High Castle | - Випущений: 19 жовтня 2012 - Лейбл: Самовидання - Формат: Цифрове завантаження |
| Kismet                     | - Випущений: 4 червня 2013 - Лейбл: Самовидання - Формат: Цифрове завантаження  |
| Merry eXmas & SMD 2        | - Випущений: 7 січня 2015 - Лейбл: Самовидання - Формат: Цифрове завантаження   |
| Live from the Danger Room  | - Випущений: 8 січня 2015 - Лейбл: Самовидання - Формат: Цифрове завантаження   |

### Гостьові появи
- 2012: «Coogi» (Fashawn з участю Mr. Muthafuckin' eXquire)
- 2012: «Oh Hail No» (El-P з уч. Danny Brown та Mr. Muthafuckin' eXquire)
- 2012: «Pt. 7: The Explanation» (The Alchemist з уч. Mr. Muthafuckin' eXquire)
- 2012: «You Have to Ride the Wave» (Himanshu з уч. Danny Brown та Mr. Muthafuckin' eXquire)
- 2013: «B.N.E. Remix» (Alexander Spit з уч. E-40 та Mr. Muthafuckin' eXquire)
- 2013: «BKNY (Remix)» (Fat Tony з уч. Melo-X, Tom Cruz та Mr. Muthafuckin' eXquire)
- 2013: «Poisonous Thoughts» (Inspectah Deck з уч. 7L & Esoteric та Mr. Muthafuckin' eXquire)
- 2013: «Rock Steady» (Diplo з уч. Екшн Бронсон, Riff Raff, Nicky da B та Mr. Muthafuckin' eXquire)
- 2014: «Still» (Michael Christmas з уч. Mr. Muthafuckin' eXquire)
- 2014: «Tight» (Kool A.D. з уч. Lakutis та Mr. Muthafuckin' eXquire)